# Илдаркино
Илдаркино (горномар. Илдäр) — деревня в Горномарийском районе Марий Эл Российской Федерации. Входит в состав Пайгусовского сельского поселения.
Численность населения — 38 чел. (2014 год).

## Этимология
Название произошло от мужского имени Илдар, Ильдар тюркского происхождения.

## География
Располагается в 6 км от административного центра сельского поселения — села Пайгусово.

## История
Жители деревни переселились сюда из-за реки Сура, на масленицу здесь проводилось катание на санях с горы, в начале XX века в деревне имелась каменная часовня. В 1930 году жителями деревни был организован колхоз «Радио».

## Население
| 2002 | 2010 | 2014 |
| ---- | ---- | ---- |
| 45   | ↘40  | ↘38  |